# Pseudoneureclipsis funesta
Pseudoneureclipsis funesta är en nattsländeart som först beskrevs av Hagen 1858.  Pseudoneureclipsis funesta ingår i släktet Pseudoneureclipsis och familjen fångstnätnattsländor. Inga underarter finns listade i Catalogue of Life.